# Acryl

Strukturformel der Acrylgruppe

Acryl (selten Akryl) ist eine Sammelbezeichnung für Substanzen, die sich chemisch durch die Acrylgruppe (CH2=CH–COR) auszeichnen (wie z. B. die Acrylsäure oder Acrylsäureester) und für Polymere dieser Stoffe. Der Begriff wurde vom lateinischen acer „scharf“ oder griechischen ἄκρος ákros „höchst; Spitzen-“ wegen des scharfen Geruchs der Acrylsäure abgeleitet.

## Verwendung
Polymere der Acrylsäureester, allgemein als Polyacrylate bezeichnet, finden Anwendung u. a. als Bindemittel für Farbmittel und Lacke, Spritzgussformmassen, Klebstoffe und als Werkstoff im Dentalbereich.
Aufgrund ihrer physikalischen Eigenschaften (schnell aushärtend) werden Dispersionen von Acrylpolymeren mit Pigmenten und Wasser als Acrylfarben verwendet.
Ungesättigte Acrylate sind Hauptkomponenten in strahlenhärtenden Farbmitteln, Lacken und Klebstoffen (Strahlenhärtung). Die chemische Vernetzung, Polymerisation, verläuft über die Acrylsäuregruppe. Diese Art von Farbmitteln wird hauptsächlich im industriellen Bereich eingesetzt.
Acrylfarben für den Heimwerkerbedarf enthalten Acrylsäure- und Methylacrylsäureester, die entweder in organischen Lösemitteln gelöst sind oder (umweltfreundlicher) als Dispersion in Wasser mit einer Reihe von weiteren Zusatzstoffen (pH-Puffer, Filmbildner, Stabilisatoren …) vorliegen.

## Verwendung als Werkstoff im Baubereich
Acryl wird unter anderem in Form von Acryldichtstoffen verwendet, die zum Füllen und Abdichten von Baufugen oder Spannungsrissen dient (Fugenabdichtung). Im Gegensatz zu Silikon ist Acryl geruchsneutral und kann später überstrichen werden. Zudem ist ein Aufbau in mehreren Schichten möglich. Jedoch besitzt Acryl eine geringere Haftung und Elastizität als Silikon und ist nur bedingt wasserabweisend, so dass sich in Nassbereichen eine Verfugung mit Silikon empfiehlt.